# 태화운수
주식회사 태화운수는 서울특별시 서대문구의 마을버스 회사이고, 본사는 서울특별시 서대문구 홍지문길 3 (홍은동)에 위치해 있다.

## 주요 연혁
- 1995년: 성진특수교통으로 회사 설립
- 연도불명: 삼하운수 7-1번 노선인수 (홍은유원아파트-인왕산홍제원아파트)
- 2011년 1월 17일: 현재의 사명으로 변경

## 운행노선
- ● 서대문07번: 개미마을 ~ 홍제역 (구 서대문마을 5번)
- ● 서대문08번: 상명대학교 ~ 홍제역 (구 서대문마을 5-1번)
- ● 서대문12번: 유원아파트 ~ 홍제역 (구 서대문마을 7-1번)

## 보유차량
- 현대 카운티
- 뉴카운티
- 카운티 뉴 브리즈
- CRRC 그린웨이 720
- 자일대우 레스타